# Großer Preis von Monaco 1956
Der Große Preis von Monaco 1956 (offiziell XIV Grand Prix Automobile de Monaco) fand am 13. Mai auf dem Circuit de Monaco in Monte-Carlo statt und war das zweite Rennen der Automobil-Weltmeisterschaft 1956.

## Bericht

### Hintergrund
Der Große Preis von Monaco stellte den insgesamt 50. Lauf seit Bestehen der Formel-1/Automobil-Weltmeisterschaft dar.
Nachdem beim Saisonauftakt in Argentinien lediglich die beiden italienischen Teams Ferrari und Maserati, sowie zwei Teams mit privaten Wagen am Rennen teilnahmen, erhöhte sich beim Großen Preis von Monaco die Anzahl der teilnehmenden Fahrer und Teams deutlich.
Ferrari setzte ausschließlich die neuen Ferrari D50 ein, für die vier Stammfahrer Juan Manuel Fangio, Eugenio Castellotti, Luigi Musso und Peter Collins. Maserati ging im Vergleich zu vorherigen Rennen mit einer deutlich geringeren Anzahl von Wagen an den Start. Stirling Moss, Jean Behra und Cesare Perdisa starteten für das Team. Das französische Team Gordini war nach einem Rennen Pause wieder dabei und setzte sowohl den neuen Gordini Type 32 Wagen ein, als auch das Vorjahresmodell Gordini Type 16. Fahrer für Gordini waren Robert Manzon, Élie Bayol, André Pilette und Hernando da Silva Ramos. Es war Bayols letztes Formel-1-Rennen.
Das britische Team Vanwall pausierte ebenfalls beim ersten Rennen, brachte beim Großen Preis von Monaco dann erstmals seinen neuen Wagen Vanwall VW2 zum Einsatz. Dieser von Colin Chapman entworfene Wagen wurde die gesamte Saison über verwendet und erzielte einige Punkteplatzierungen. Für Vanwall fuhren Maurice Trintignant und Harry Schell.
Ein weiteres britisches Team, BRM nahm ebenfalls an diesem Rennen teil, erstmals mit einem eigenskonstruierten Wagen. BRM trat vorher unter dem Namen Owen Racing Organisation bei diversen Formel-1-Rennen an, allerdings mit einem privaten Maserati 250F. Der neue BRM P25 erzielte anfangs keine Punkteplatzierungen, war jedoch in den darauffolgenden Jahren die Basis für erfolgreiche BRM Wagen, mit welchen das Team 1962 den Fahrertitel und den Konstrukteurstitel gewann und eines der erfolgreichsten Teams der 60er Jahre wurde. Beim Rennen gingen für BRM Mike Hawthorn und Formel-1-Debütant Tony Brooks an den Start.
Des Weiteren nahmen am Rennen Louis Rosier, Horace Gould und Giorgio Scarlatti mit privaten Wagen am Rennen teil. Für Scarlotti war es sein erstes Formel-1-Rennen.
Mit Fangio und Trintignant nahmen auch die zwei Fahrer teil, die die beiden vorangegangenen Monaco Grands Prix gewannen, in der Fahrerwertung lag Fangio einen Punkt hinter dem Fahrerwertungsführenden Behra.

### Training
Das Training wurde wie beim Großen Preis von Argentinien zuvor von Fangio dominiert. Er stellte seinen Ferrari mit einer Zeit von 1:44,000 Minuten auf die Pole-Position und war damit mehr als eine halbe Sekunde schneller als sein ehemaliger Teamkollege Moss im Maserati.
Maserati sicherte sich im Training die Startplätze zwei und vier, Ferrari die Pole-Position und Startplatz drei. Hinter Fangio und Moss gingen Castellotti und Behra ins Rennen. Mit nur drei Zehntelsekunden Abstand zu den italienischen Topteams qualifizierten sich Schell und Trintignant zeitgleich auf Position fünf und sechs und ließen einen Aufwärtstrend bei Vanwall erkennen.
Auf Platz sieben qualifizierte sich Perdisa, dahinter die beiden Ferrari von Musso und Collins. Die drei Gordini belegten die Startplätze zehn bis zwölf und waren mit mehr als drei Sekunden Rückstand zur Konkurrenz an diesem Wochenende nicht konkurrenzfähig.
Von den Fahrern mit privaten Wagen qualifizierten sich Rosier und Gould für das Rennen, Scarlatti war mit einem veralteten Ferrari 500 zu langsam und qualifizierte sich mit 25,1 Sekunden Rückstand auf Fangios Polezeit nicht.
BRM war gezwungen seine beiden neuen Wagen zurückzuziehen, da die Wagen größere Motorenprobleme hatten, ein ähnliches Schicksal ereilte Louis Chiron, der nach einem Motorschaden ebenfalls seine Rennteilnahme zurückzog. Mit dem Start hätte er seinen eigenen bis heute gültigen Rekord als ältester Teilnehmer eines Formel-1-Rennens überboten.

### Rennen
Das Rennen war vom Kampf zwischen Ferrari und Maserati geprägt. Moss und Castellotti überholten Fangio in der ersten Rennrunde und lieferten sich daraufhin ein Duell, bei dem Moss die Führung behielt und Fangio Castellotti wieder überholte. Dieses Duell erlaubte Moss seine Führung innerhalb der ersten Runde auf mehr als fünf Sekunden auszubauen.
In der zweiten Rennrunde fuhr Fangio in  der Kurve „St. Devote“ in die Streckenbegrenzung und blockierte dabei kurzfristig die Strecke. Mehrere Wagen versuchten ihm auszuweichen, Musso und Schell gelang dies jedoch nicht und sie kollidierten. Für die beiden war das Rennen damit beendet, währenddessen Fangio mit dem leicht beschädigten Ferrari weiterfuhr. Auf Position vier liegend startete er eine Aufholjagd auf die Führenden.
Nach dem Unfall von Schell schied in Runde 13 auch der zweite Vanwall aus, Trintignants Wagen überhitzte und war nicht in der Lage das Rennen fortzusetzen. Eine Runde später schied der auf Position zwei liegende Castellotti aus, wodurch Collins der neue zweite wurde. Hinter Collins duellierten sich Behra und Fangio um den dritten Platz, den Fangio durch das Überholen von Behra für sich beanspruchte. Anschließend griff bei Ferrari die Stallregie und Collins ließ seinen Teamkollegen Fangio vorbei, damit es Fangio möglich war seine Aufholjagd auf den führenden Maseratifahrer Moss ungehindert fortzusetzen.
In Runde 32 leistete sich Fangio den nächsten Fahrfehler und kollidierte erneut mit der Streckenbegrenzung. Den stark beschädigten Wagen fuhr er in die Box und übergab ihn den bereits ausgeschiedenen Castellotti. Fangio selber wartete in der Box auf Collins, der von der Ferrari -Teamleitung angewiesen wurde in die Box zu kommen und Fangio seinen Wagen zur Verfügung zu stellen. Mit diesem Wagen versuchte der amtierende Weltmeister erneut den Vorsprung von Moss zu verringern.
30 Runden vor Rennende überholte Fangio erneut Behra und hatte 45 Sekunden Abstand zu Moss. Durch eine aggressive Fahrweise Fangios verringerte sich der Abstand jede Runde um mehr als eine Sekunde. Moss setzte auf eine konservative und vorsichtige Fahrweise und verwaltete den Vorsprung.
In Runde 86 kollidierte der Führende Moss beim Überrunden von Perdisa und zog sich leichte Beschädigungen am Wagen zu. Eine Halterung der Motorhaube wurde dabei zerstört, sodass sich diese in einigen Kurven leicht anhob. Moss verringerte seine Geschwindigkeit in den letzten Rennrunden deutlich, sodass Fangio zwei Sekunden pro Runde aufholte, den Führenden allerdings nicht mehr einholte.
Moss gewann den zweiten Grand Prix seiner Karriere mit sechs Sekunden Vorsprung auf Fangio, der sich die Punkte für den zweiten Platz mit Collins teilte. Für Collins war es die erste Podestplatzierung seiner Karriere und die ersten Punkte. Es war das erste Mal in der Formel-1-Geschichte, dass zwei britische Fahrer auf dem Podium standen.
Das Podest wurde von Behra komplettiert, der die Führung in der Fahrerwertung an Fangio abgeben musste. Castellotti kam mit dem stark beschädigten Wagen von Fangio auf Platz vier ins Ziel und erhielt die Hälfte der Punkte, währenddessen Fangio nur halbe Punkte für den zweiten Platz erhielt, sowie einen zusätzlichen für die schnellste Rennrunde. da Silva Ramos im Gordini erzielte Position fünf und erhielt die einzigen Punkte seiner Karriere.

## Meldeliste
| Team                      | Nr. | Fahrer                  | Chassis                         | Motor                         | Reifen |
| ------------------------- | --- | ----------------------- | ------------------------------- | ----------------------------- | ------ |
| Equipe Gordini            | 02  | Robert Manzon           | Gordini Type 16/Gordini Type 32 | Gordini 2.5 L6/Gordini 2.5 L8 | E      |
| Equipe Gordini            | 04  | Élie Bayol              | Gordini Type 32                 | Gordini 2.5 L8                | E      |
| Equipe Gordini            | 04  | André Pilette           | Gordini Type 32                 | Gordini 2.5 L8                | E      |
| Equipe Gordini            | 06  | Hernando da Silva Ramos | Gordini Type 16                 | Gordini 2.5 L6                | E      |
| Ecurie Rosier             | 08  | Louis Rosier            | Maserati 250F                   | Maserati 2.5 L6               | P      |
| Owen Racing Organisation  | 10  | Mike Hawthorn           | BRM P25                         | BRM 2.5 L4                    | D      |
| Owen Racing Organisation  | 12  | Tony Brooks             | BRM P25                         | BRM 2.5 L4                    | D      |
| Vandervell Products Ltd   | 14  | Maurice Trintignant     | Vanwall VW 56                   | Vanwall 2.5 L4                | D      |
| Vandervell Products Ltd   | 16  | Harry Schell            | Vanwall VW 56                   | Vanwall 2.5 L4                | D      |
| Goulds‘ Garage            | 18  | Horace Gould            | Maserati 250F                   | Maserati 2.5 L6               | D      |
| Scuderia Ferrari          | 20  | Juan Manuel Fangio      | Ferrari D50                     | Ferrari 2.5 V8                | E      |
| Scuderia Ferrari          | 20  | Eugenio Castellotti     | Ferrari D50                     | Ferrari 2.5 V8                | E      |
| Scuderia Ferrari          | 22  | Eugenio Castellotti     | Ferrari D50                     | Ferrari 2.5 V8                | E      |
| Scuderia Ferrari          | 24  | Luigi Musso             | Ferrari D50                     | Ferrari 2.5 V8                | E      |
| Scuderia Ferrari          | 26  | Peter Collins           | Ferrari D50                     | Ferrari 2.5 V8                | E      |
| Scuderia Ferrari          | 26  | Juan Manuel Fangio      | Ferrari D50                     | Ferrari 2.5 V8                | E      |
| Officine Alfieri Maserati | 28  | Stirling Moss           | Maserati 250F                   | Maserati 2.5 L6               | P      |
| Officine Alfieri Maserati | 30  | Jean Behra              | Maserati 250F                   | Maserati 2.5 L6               | P      |
| Officine Alfieri Maserati | 32  | Cesare Perdisa          | Maserati 250F                   | Maserati 2.5 L6               | P      |
| Scuderia Centro Sud       | 34  | Louis Chiron            | Maserati 250F                   | Maserati 2.5 L6               | P      |
| Giorgio Scarlatti         | 36  | Giorgio Scarlatti       | Ferrari 500                     | Ferrari 2.0 L4                | P      |

Anmerkungen
1. ↑  Élie Bayol und André Pilette fuhren den Wagen jeweils 44 Runden.
2. ↑  Juan Manuel Fangio fuhr den Wagen 40 Runden, Eugenio Castellotti 54 Runden.
3. ↑  Peter Collins fuhr den Wagen 54 Runden, Juan Manuel Fangio 46 Runden.

## Klassifikationen

### Qualifying
| Pos. | Fahrer                  | Konstrukteur | Zeit   | Start |
| ---- | ----------------------- | ------------ | ------ | ----- |
| 01   | Juan Manuel Fangio      | Ferrari      | 1:44,0 | 01    |
| 02   | Stirling Moss           | Maserati     | 1:44,6 | 02    |
| 03   | Eugenio Castellotti     | Ferrari      | 1:44,9 | 03    |
| 04   | Jean Behra              | Maserati     | 1:45,3 | 04    |
| 05   | Harry Schell            | Vanwall      | 1:45,6 | 05    |
| 06   | Maurice Trintignant     | Vanwall      | 1:45,6 | 06    |
| 07   | Cesare Perdisa          | Maserati     | 1:46,0 | 07    |
| 08   | Luigi Musso             | Ferrari      | 1:46,8 | 08    |
| 09   | Peter Collins           | Ferrari      | 1:47,0 | 09    |
| 10   | Élie Bayol              | Gordini      | 1:50,0 | 10    |
| 11   | Robert Manzon           | Gordini      | 1:50,3 | 11    |
| 12   | Hernando da Silva Ramos | Gordini      | 1:50,6 | 12    |
| 13   | Louis Rosier            | Maserati     | 1:51,5 | 13    |
| 14   | Horace Gould            | Maserati     | 1:51,7 | 14    |
| DNQ  | Giorgio Scarlatti       | Ferrari      | 2:09,1 | –     |
| WD   | Louis Chiron            | Maserati     |        |       |

### Rennen
| Pos. | Fahrer                  | Konstrukteur | Runden | Stopps | Zeit        | Start | Schnellste Runde |
| ---- | ----------------------- | ------------ | ------ | ------ | ----------- | ----- | ---------------- |
| 01   | Stirling Moss           | Maserati     | 100    |        | 3:00:32,9   | 02    |                  |
| 02   | Peter Collins           | Ferrari      | 100    |        | + 6,1       | 09    |                  |
| 02   | Juan Manuel Fangio      | Ferrari      | 100    |        | + 6,1       | 09    | 1:44,4           |
| 03   | Jean Behra              | Maserati     | 99     |        | + 1 Runde   | 04    |                  |
| 04   | Juan Manuel Fangio      | Ferrari      | 94     |        | + 6 Runden  | 01    |                  |
| 04   | Eugenio Castellotti     | Ferrari      | 94     |        | + 6 Runden  | 01    |                  |
| 05   | Hernando da Silva Ramos | Gordini      | 93     |        | + 7 Runden  | 12    |                  |
| 06   | Élie Bayol              | Gordini      | 88     |        | + 12 Runden | 10    |                  |
| 06   | André Pilette           | Gordini      | 88     |        | + 12 Runden | 10    |                  |
| 07   | Cesare Perdisa          | Maserati     | 86     |        | + 14 Runden | 07    |                  |
| 08   | Horace Gould            | Maserati     | 85     |        | + 15 Runden | 14    |                  |
| –    | Robert Manzon           | Gordini      | 90     |        | DNF         | 11    |                  |
| –    | Louis Rosier            | Maserati     | 72     |        | DNF         | 13    |                  |
| –    | Eugenio Castellotti     | Ferrari      | 14     |        | DNF         | 03    |                  |
| –    | Maurice Trintignant     | Vanwall      | 13     |        | DNF         | 06    |                  |
| –    | Luigi Musso             | Ferrari      | 2      |        | DNF         | 08    |                  |
| –    | Harry Schell            | Vanwall      | 2      |        | DNF         | 05    |                  |
| DNS  | Mike Hawthorn           | BRM          | –      | –      | –           | 10    | –                |
| DNS  | Tony Brooks             | BRM          | –      | –      | –           | 13    | –                |
| DNS  | Louis Chiron            | Maserati     | –      | –      | –           | –     | –                |

## WM-Stand nach dem Rennen
Die ersten fünf bekamen 8, 6, 4, 3 bzw. 2 Punkte; einen Punkt gab es für die schnellste Runde. Es zählten nur die fünf besten Ergebnisse aus acht Rennen.

### Fahrerwertung
| Pos. | Fahrer                  | Konstrukteur | Punkte |
| ---- | ----------------------- | ------------ | ------ |
| 01   | Jean Behra              | Maserati     | 10     |
| 02   | Juan Manuel Fangio      | Ferrari      | 9      |
| 03   | Stirling Moss           | Maserati     | 8      |
| 04   | Luigi Musso             | Ferrari      | 4      |
| 05   | Mike Hawthorn           | Maserati     | 4      |
| 06   | Peter Collins           | Ferrari      | 3      |
| 07   | Olivier Gendebien       | Ferrari      | 2      |
| 08   | Hernando da Silva Ramos | Gordini      | 2      |
| 09   | Chico Landi             | Maserati     | 1,5    |
| 10   | Gerino Gerini           | Maserati     | 1,5    |
| 11   | Eugenio Castellotti     | Ferrari      | 1,5    |
| 12   | Élie Bayol              | Gordini      | 0      |

| Pos. | Fahrer                | Konstrukteur | Punkte |
| ---- | --------------------- | ------------ | ------ |
| 13   | André Pilette         | Gordini      | 0      |
| 14   | Cesare Perdisa        | Maserati     | 0      |
| 15   | Horace Gould          | Maserati     | 0      |
| –    | Óscar González        | Maserati     | 0      |
| –    | Alberto Uria          | Maserati     | 0      |
| –    | Luigi Piotti          | Maserati     | 0      |
| –    | Carlos Menditéguy     | Maserati     | 0      |
| –    | José Froilán González | Maserati     | 0      |
| –    | Robert Manzon         | Gordini      | 0      |
| –    | Louis Rosier          | Maserati     | 0      |
| –    | Maurice Trintignant   | Vanwall      | 0      |
| –    | Harry Schell          | Vanwall      | 0      |